# Kovačevci (Glamoč, BiH)
Kovačevci su naseljeno mjesto u općini Glamoč, Federacija Bosne i Hercegovine, BiH.

## Stanovništvo

### 1991.
Nacionalni sastav stanovništva 1991. godine, bio je sljedeći:
ukupno: 421
- Muslimani - 245
- Srbi - 129
- Hrvati- 45
- Jugoslaveni - 1
- ostali, neopredijeljeni i nepoznato - 1

### 2013.
Nacionalni sastav stanovništva 2013. godine, bio je sljedeći:
ukupno: 203
- Bošnjaci - 137
- Srbi - 38
- Hrvati- 28